# 고대 그리스 건축

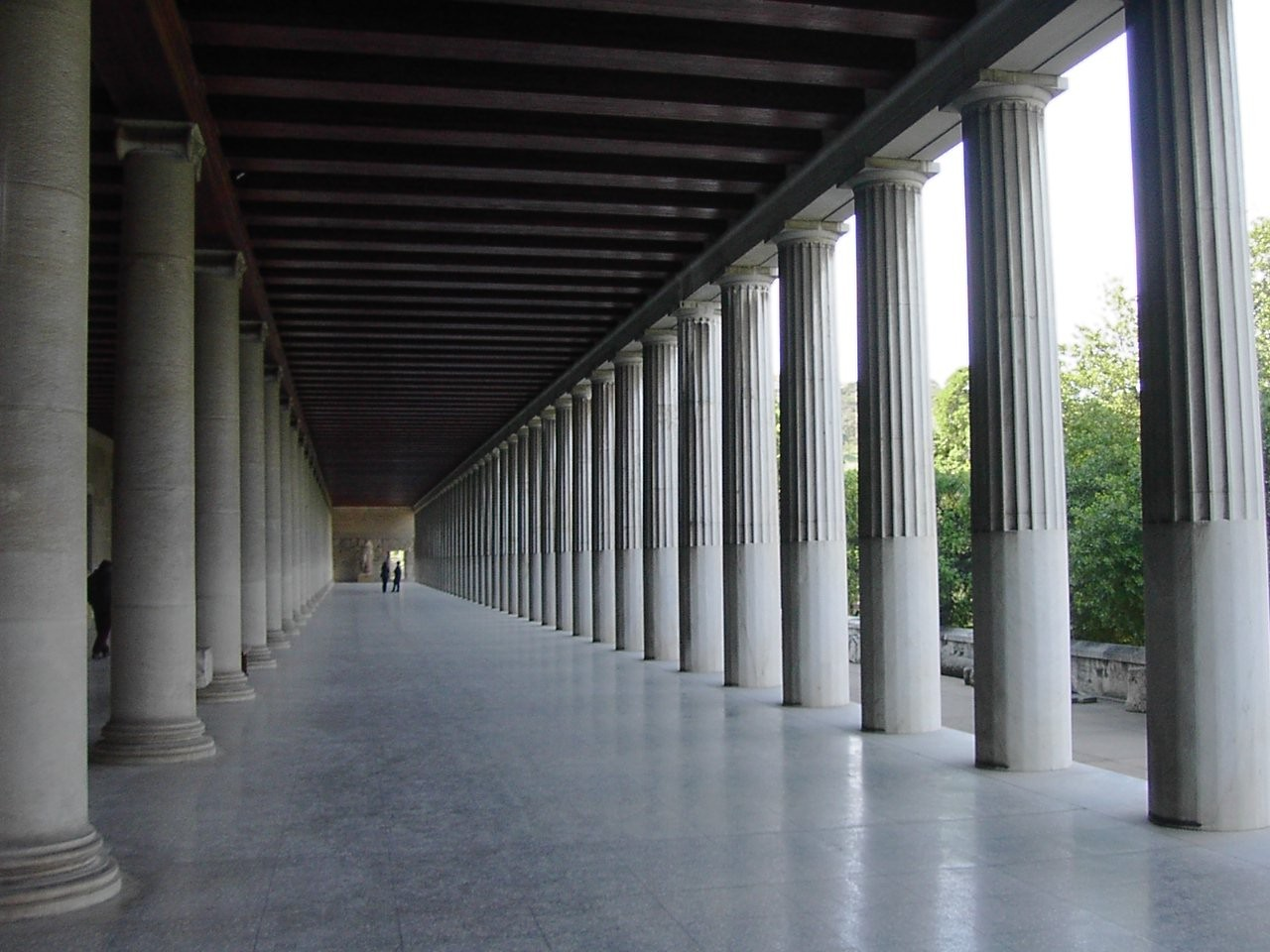
복원한 아테네 아탈로스 스토아

그리스 건축은 고대 그리스인에 의해 지어진 건축물을 말한다. 그리스 건축 양식은 기원전 900년부터 기원 후 1세기까지 그리스 본토, 펠로폰네소스 반도, 에게해 군도, 아나톨리아와 이탈리아의 그리스 식민지에서 번성하였다. 현존하는 가장 오래된 건축물은 기원전 600년경부터 거슬러올라간다.
고대 그리스 건축에서 가장 잘 알려진 건축물은 신전이다. 대부분의 신전 유적은 폐허로 남아 있지만, 현대 그리스 영토 바깥에 온전한 형태를 보존하고 있는 신전 건축물이 상당수 있다. 야외 극장 역시 중요한 건축물로서, 가장 이른 시기의 건축물은 기원전 525~480년경에 건설되었다. 그밖에도 프로필론(관문), 스토아(열주랑), 아고라(시장), 불레우테리온(의회), 공공 기념물, 마우솔레움(영묘), 경기장 같은 건축 형태가 있다.
고대 그리스 건축은 구조와 장식 면에서 모두 고도로 형식화된 특징이 두드러진다. 이런 속성은 신전 건축에서 잘 드러나는데,  각 건물이 풍경 속에서 하나의 조각품으로 구상된 것처럼 보이며, 비율의 우아함과 표면의 빛의 효과를 모든 각도에서 볼 수 있도록 대부분 높은 지대에 세워졌다. 니콜라우스 페브스너는 "[그리스] 신전의 조형적 형태는 [...] 후대의 어떤 건축물보다 더 강렬하고 생생한 물리적 존재감을 가지고 우리 앞에 놓여 있다"고 말한다.
고대 그리스 건축의 공식 어휘는 도리스 양식, 이오니아 양식, 코린토스 양식 같은 주범 양식이며, 이러한 구분은 이후 서양 건축에 큰 영향을 끼쳤다. 고대 로마의 건축 양식은 그리스의 건축 양식에서 성장하여 오늘날까지 이탈리아에서 그 영향력을 이어가고 있다. 르네상스 시대부터 고전주의의 부흥은 그리스 건축의 정확한 형태와 정돈된 세부 사항 뿐만 아니라 균형과 비례에 기반한 건축적 아름다움에 대한 개념을 유지해 왔다. 신고전주의 건축과 그리스 부흥 건축의 연속적인 스타일은 고대 그리스 양식을 면밀히 따르고 응용했다.

## 지리적 영향
그리스 본토와 섬들은 매우 바위가 많고 해안선이 깊숙이 들어가 있으며, 큰 숲이 적고 바위가 많은 산맥으로 이루어져 있다. 가장 자유롭게 이용할 수 있는 건축 자재는 돌이었다. 석회암은 쉽게 구할 수 있고 가공하기 쉬운 자재였다. 본토와 섬들, 특히 파로스와 낙소스에는 높은 품질의 흰 대리석이 풍부하다. 미세하게 결이 있는 대리석은 고대 그리스 건축의 정밀한 세부 조각 장식에 크게 이바지했다. 아테네 근처를 비롯해 그리스와 섬 전역에 걸쳐 높은 품질의 도자기 점토가 매장되어 있었다. 점토는 도자기 그릇뿐만 아니라 지붕 타일과 건축 장식에도 사용되었다.
그리스의 기후는 해양성 기후로, 겨울의 추위와 여름의 더위가 해풍에 의해 누그러진다. 덕분에 많은 활동이 야외에서 이루어지는 생활방식이 나타났다. 신전은 언덕 꼭대기에 배치되었으며 건물 외관은 집회와 행렬의 시각적 중심이 되도록 설계되었다. 극장은 사람들이 앉을 수 있는 자연적으로 경사진 부지를 활용해 건축되었다. 건물 둘레나 마당을 둘러싸는 주랑은 태양과 갑작스러운 겨울 바람을 피하는 공간이 되었다.
그리스의 햇볕은 고대 그리스 건축의 독특한 특성 발전에 중요한 요소일 수 있다. 그리스의 빛은 종종 매우 밝으며, 하늘과 바다가 생생한 파란색이다. 맑은 빛과 선명한 그림자는 풍경, 옅은 바위 돌출부와 해안선을 명확하게 보여준다. 이러한 선명함은 색조가 다양한 안개로 교차된다. 이러한 특성 환경에서 고대 그리스 건축가들은 정밀한 세부 묘사가 두드러지는 건축물을 건설했다. 반짝이는 대리석 표면은 매끄럽고, 곡선지며, 홈이 파여 있거나 화려하게 조각되어 햇볕을 반사하고, 점진적인 그림자를 드리우며, 하루의 변화무쌍한 빛에 따라 색깔이 변했다.

## 건축적 특성
고대 그리스의 건축은 이전의 미케네와 미노스 문명의 건축과 명확히 구분된다. 미노스 문명과 미케네 문명이 몰락할 때 많은 기술과 양식에 대한 이해가 상실되었다.
미케네 건축은 왕궁이 있는 성채를 둘러싼 거대한 성곽이 특징이며, 미노스 문명의 넓은 '궁전'들보다 훨씬 작고 다른 건물도 상대적으로 적었다. 메가론은 중앙에 난로가 있는 직사각형 홀로, 궁전과 큰 집에서 가장 큰 방이었다. 일반적으로 석재 기초 위에 햇볕에 말린 벽돌이 사용되었으며, 목재 기둥과 지붕 대들보도 사용되었다.
일부 중요한 장소에서는 벽의 기초를 따라 정교하게 다듬은 절단석으로 된 오르토스타테스(직립석)가 줄지어 배치되기도 했다.
크레타의 미노스 건축은 고대 그리스와 마찬가지로 기둥과 보를 사용하는 형태였다. 미노스 건축에서도 목재 기둥과 기둥 머리를 사용했지만, 목재 기둥은 도리스식 기둥과는 매우 다른 형태로, 아래가 좁고 위로 갈수록 넓어졌다. 그리스에서 가장 초기 형태의 기둥은 독립적으로 발전한 것으로 보인다. 미노스 건축과 마찬가지로 고대 그리스의 주거 건축물은 주로 주랑으로 둘러싸인 열린 공간이나 마당을 중심으로 이루어졌다. 이 형태는 신전 건축에서도 열주실을 건설하는 데 적용되었다. 그리스의 건축은 거대한 주거 건축물이 발전한 크레타와 달리 무엇보다 신전과 같은 공공 건축 위주로 발전해왔다. 다만 크레타의 '궁전'들이 실제로 주거용이었는지는 여전히 불확실하다.
일부 미케네 무덤은 돔 구조의 특성을 보이는데, 돌을 평평하게 쌓아 올려 점점 좁아지는 모양이다. 이러한 건축 양식은 고대 그리스 건축으로 이어지지 않았지만, 기원전 400년경 큰 기념비적 무덤의 내부, 예를 들어 크니도스의 사자 무덤(기원전 약 350년)에서 다시 나타났다.

## 구조

#### 기둥과 인방

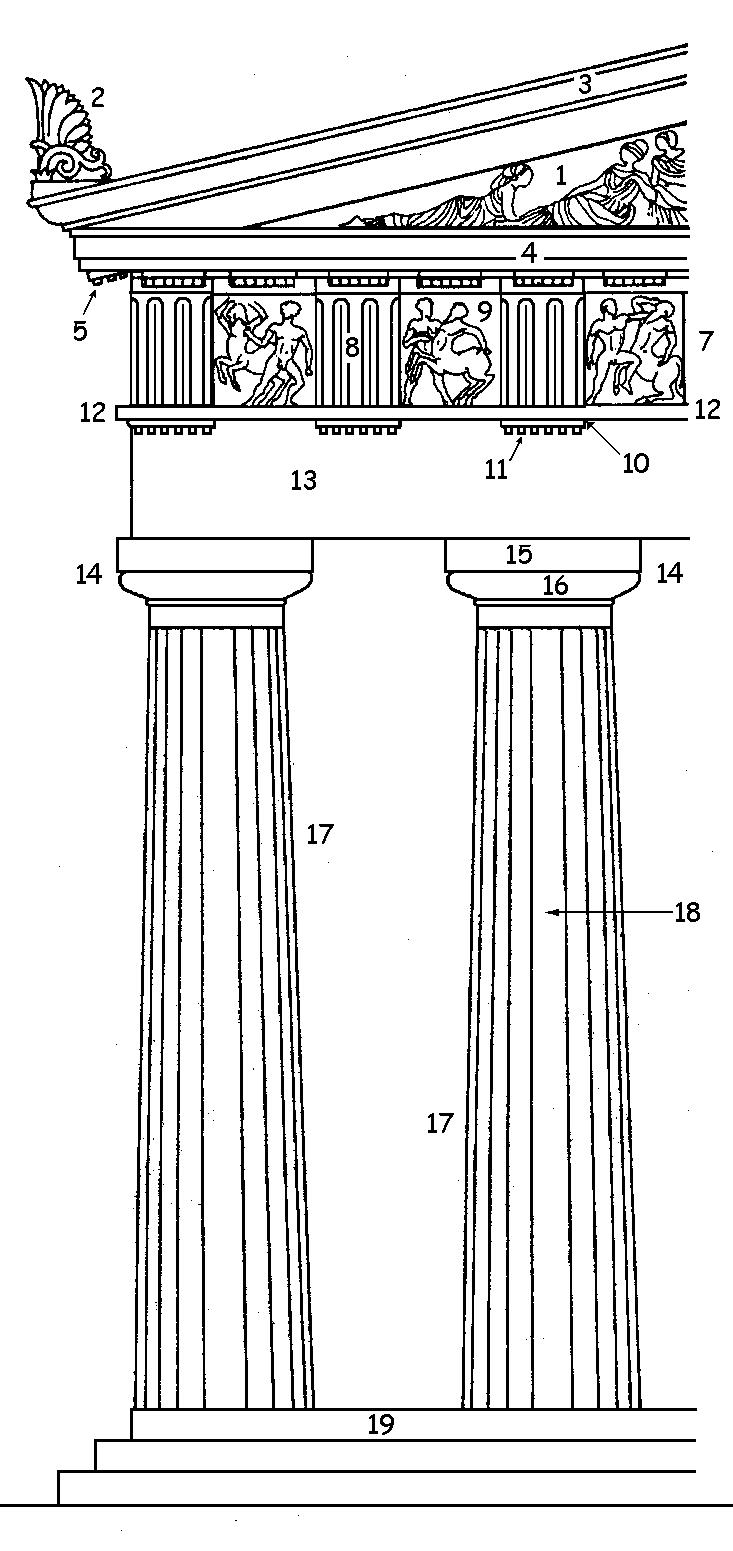
도리스 양식의 고대 그리스 신전의 부분:
1. 팀파눔, 2. 아크로테리온, 3. 시마 4. 코니스 5. 무튤 7. 프리즈 8. 트리글리프 9. 메토프
10. 레굴라 11. 가터 12. 테니아 13. 아키트레이브 14. 주두 15. 아바쿠스 16. 에키누스 17. 기둥 18. 플루팅 19. 스타일로베이트

고대 그리스의 건축은 즉 수직 기둥(post)이 수평 대들보(lintel)를 지탱하는 가구식 구조로 이루어져 있다. 현존하는 고대 건축물은 돌로 지어졌지만, 이 스타일의 기원은 수직 기둥이 지붕을 지탱하는 단순한 목조 구조물에 있는 것이 명백하다. 기둥과 대들보는 벽을 규칙적인 구획으로 나누었고, 이 구획들은 개방된 상태로 두거나 햇볕에 말린 벽돌, 격자 또는 짚으로 채워지고 점토나 석고로 덮였다. 또는 그 공간을 돌로 채우기도 했다. 많은 초기 주택과 신전은 낮게 기울어진 박공이나 페디먼트 위에 열린 현관이나 "프로나오스"와 함께 건축되었을 가능성이 크다.
신상들을 봉안하기 위해 지어진 초기 신전들은 아마도 목조 구조였을 것이다. 이후 더 내구성이 있는 돌 신전으로 대체되었는데, 그중 많은 건축물이 오늘날에도 존재한다. 원래 목재 구조의 흔적은 돌 건축물에서도 유지되었다.
이 신전 중 일부는 매우 커서, 아테네의 제우스 올림피아 신전과 같이 300피트 이상의 길이를 가진 것들도 있지만, 대부분은 이보다 절반도 안 되는 크기였다. 기원후 2세기에 파우사니아스가 올림피아의 헤라 신전을 묘사한 바에서 미루어 봤을 때, 대형 신전은 처음에 목조 건축물로 지어졌다가 후대에 돌이 사용 가능해짐에 따라 기둥이 하나씩 교체된 것으로 보인다.
돌 기둥은 원통형의 단단한 돌(드럼)을 모르타르 없이 쌓았는데, 드럼 안쪽에 청동 못으로 고정해서 중심을 맞추기도 했다. 기둥은 상단보다 하단이 더 넓고, 가운데가 약간 부풀어 오른 모양새의 엔타시스(배흘림 기둥) 형태를 채택하기도 했다. 각 기둥에는 두 부분으로 구성된 주두(기둥 머리)가 있으며, 사각형 상단부는 "아바쿠스"라고 한다. 기둥 자체에서 상승하는 주두 부분은 에키누스라고 한다. 이것은 양식에 따라 다르며, 도리스 양식에서는 단순하고, 이오니아 양식에서는 홈파기가 있으며, 코린토스 양식에서는 아칸서스 잎 모양이 있다. 도리스식이나 이오니아식 기둥에 나타나는 홈파기는 목조 건축의 요소를 유지한 것이다.

#### 엔타블러처와 박공
신전의 기둥 위에는 엔타블러처와 페디먼트가 있다.
엔타블러처는 지붕을 지탱하고 건물 전체를 둘러싸는 주요 수평 구조 요소이다. 엔타블러처는 세 부분으로 구성된다. 기둥 위에 놓인 것은 아키트레이브로, 이 부분은 기둥 사이의 공간을 가로지르는 인방으로 이루어져 있으며, 인방은 각 기둥의 중심 바로 위의 접합부에서 만난다.
아키트레이브 위에는 두 번째 수평 단계인 프리즈가 있다. 프리즈는 건물의 주요 장식 요소 중 하나로 조각된 부조가 새겨져 있다. 이오니아와 코린토스 양식의 경우, 부조 장식이 연속적인 띠 형태로 이어지지만, 도리스 양식에서는 트리글리프라고 불리는 수직 직사각형 블록 사이의 공간을 채우는 메토프라는 섹션으로 나뉜다. 트리글리프는 도리스 기둥처럼 수직으로 홈이 파여 있으며, 한때 지붕을 지탱했던 목재 들보의 형태를 유지하고 있다.
엔타블러처의 상단 띠는 코니스라고 하며, 일반적으로 하단 가장자리에 화려하게 장식되어 있다. 코니스는 건물의 각 끝에 한때 목재 지붕을 지탱했던 들보의 형태를 유지하고 있다. 각 신전의 앞면과 뒷면에서 엔타블러처는 페디먼트라는 삼각형 구조를 지탱한다. 팀파눔은 박공에서 코니스로 둘러싸인 삼각형 공간으로, 건물 외부에서 가장 중요한 조각 장식이 위치한 곳이다.

#### 석조 기술
모든 신전은 일반적으로 세 단계로 이루어진 크레피도마라고 불리는 석조 기초 위에 놓였으며, 그중 기둥을 지탱하는 상단부는 스타일로베이트이다. 기원전 약 600년경부터 신전에는 석조 벽이 사용되었다. 고대 그리스 건축물에는 잡석을 비롯해 모든 종류의 석조가 사용되었는데, 신전 벽에는 규칙적인 층과 큰 크기로 이음매를 최소화한 최상의 절단석 석조가 주로 사용되었다. 석재는 거칠게 깎아 채석장에서 끌어오고, 매우 정밀하게 잘라지고 배치되었으며, 모르타르는 거의 사용되지 않았다. 기둥과 하중을 지탱하는 건물 부분의 블록은 특히 철제 클램프, 나무, 청동 또는 철제의 핀과 막대를 납에 고정하여 부식을 최소화하면서 고정되거나 보강되었다.

#### 개구부
문과 창의 개구부는 인방을 가로지르며, 석조 건축물에서는 개구부의 가능한 너비가 제한되었다. 기둥 사이의 거리는 인방의 특성에 따라 유사하게 영향을 받았으며, 석조 인방을 지탱하는 외부 기둥은 목재 인방을 지탱하는 내부 기둥보다 더 좁게 배치되었다. 문과 창의 개구부는 위로 갈수록 좁아졌다. 신전은 창문 없이 건설되었으며, 나오스에 들어오는 빛은 문을 통해 들어왔다. 일부 신전은 지붕의 개구부를 통해 빛을 받았을 것이라는 의견도 있다. 에렉테이온의 이오니아 양식 문(높이 17피트, 상단 폭 7.5피트)은 몰딩과 콘솔 브래킷에 지탱되는 엔타블러처 등 많은 특징을 그대로 유지하고 있다. (아래의 건축 장식 참조)

#### 지붕
신전 지붕에서 폭이 가장 넓은 부분은 내부 방인 나오스이다. 큰 건물에서는 내부 공간에도 기둥이 있어 지붕을 지탱했는데, 이러한 건축 양식을 하이포스타일이라고 한다. 고대 그리스의 건축물은 처음에 목재로 지어졌으나, 초기 건축가들은 대각선 트러스를 안정화 부재로 사용하는 개념이 없었다. 이는 기원전 6세기 신전 건축의 특성에서 드러나는데, 이 시기의 나오스 지붕을 지탱하는 기둥들은 외벽보다 높이 솟아 있어 지붕 트러스가 목재 지붕의 필수 요소로 사용되었다면 이런 설계는 불필요했을 것이다. 초기에는 모든 서까래가 엔타블러처, 벽, 하이포스타일에 직접 지지되었으며, 목재 트러스 프레임은 기원전 3세기 이후에야 그리스 건축에 도입되었다.
목재, 점토 및 석고로 지어진 고대 그리스 건축물은 아마도 초가 지붕으로 덮여 있었을 것이다. 석조 건축의 부상과 함께 구운 세라믹 지붕 타일이 등장했다. 초기의 이러한 지붕 타일은 S자 모양을 하고 있었으며, 판과 덮개 타일이 한 조각으로 형성되었다. 이 타일들은 현대의 지붕 타일보다 훨씬 컸으며, 길이 약 90 cm (35.43 in), 너비 70 cm (27.56 in), 두께 3–4 cm (1.18–1.57 in)에 무게는 약 30 kg (66 lb)이었다.
타일 지붕은 상당히 무겁기 때문에, 이 지붕의 무게를 지탱할 수 있는 건물 벽은 강해야 한다. 흙벽돌과 목재 벽은 타일 지붕의 무게를 지탱하기에 약했으므로 타일 지붕을 설치하기 위해서는 더 강한 석조 벽이 필요했다.
그리스 건축에서 최초의 지붕 타일은 코린토스 인근의 극히 일부분 지역에서 발견되었으며, 기원전 700년에서 650년 사이 아폴론과 포세이돈 신전에서 초가지붕을 대체하기 시작했다. 빠르게 퍼져나가, 지붕 타일은 50년 이내에 그리스 본토, 서부 소아시아, 남부 및 중부 이탈리아를 포함한 동부 지중해 주변의 많은 지역에서 나타나게 되었다. 초가지붕보다 생산 비용과 노동력이 더 많이 소요되었지만, 내화성 덕분에 비용이 많이 드는 신전을 보호하는 데 기여했다고 설명하기도 한다. 부수적인 효과로, 새로운 석조와 타일 건축이 도입되면서, 예전에는 벽을 보호하기 위해 필요한 돌출 처마가 더 이상 필요 없어진 듯하다. 진흙벽돌 벽을 비로부터 보호하기 위해 지붕 처마를 바깥으로 길게 뺄 필요가 없어졌기 때문이다.
아치와 궁륭은 일반적으로 고대 그리스 건축에서 사용되지 않았다. 하지만 미케네 시대의 무덤에서는 '벌집' 형태의 돔이 사용되었고, 기원전 5세기부터 엑세드라(반원형 또는 반구형의 공간)와 같은 외부 요소에서 키스톤이 쓰이긴 했다. 그러나 그리스에서는 로마와 달리 돔과 볼트를 별로 쓰지 않았다.

#### 신전 평면

고대 그리스 신전의 평면
위: 1. distyle in antis, 2. amphidistyle in antis, 3. tholos, 4. prostyle tetrastyle, 5. amphiprostyle tetrastyle,
아래: 6. dipteral octastyle, 7. peripteral hexastyle, 8. pseudoperipteral hexastyle, 9. pseudodipteral octastyle

대부분의 고대 그리스 신전은 직사각형으로, 길이는 너비의 약 두 배 정도였으며, 몇몇 예외를 제외하면, 예를 들어 아테네의 제우스 신전은 길이가 너비의 2배 이상이다. 일부 남아 있는 신전 모양의 구조물은 원형이며 '톨로스'라고 불린다. 가장 작은 신전은 길이가 25미터(약 75피트) 미만이거나 원형의 톨로스는 직경이 25미터 미만이다. 대부분의 신전은 길이가 30미터에서 60미터(약 100~200피트) 사이이다. 작은 그룹의 도리스식 신전, 예를 들어 파르테논 신전은 길이가 60미터에서 80미터(약 200~260피트)이다. 가장 큰 신전은 대부분 이오니아식과 코린토스식 신전이며, 도리스식 제우스 신전 (아그리젠토)를 포함하여 길이가 90미터에서 120미터(약 300~390피트) 사이이다.
신전은 스틸로베이트라는 계단이 있는 기초 위에 세워져서, 구조물을 지면 위로 올린다. 초기 예시로는 올림포스의 제우스 신전이 있으며, 두 개의 계단이 있지만, 대부분의 신전, 예를 들어 파르테논 신전은 세 개의 계단을 가지고 있다. 예외적으로 디디마의 아폴로 신전은 여섯 개의 계단을 가지고 있다. 건물의 핵심은 건물 내부에 창문 없이 석조 벽으로 둘러싸여 신상을 모시는 방인 나오스이다. 나오스 앞에는 일반적으로 프로나오스라는 현관이 있으며, 때로는 안테나오스라는 두 번째 방이 보물이나 상, 선물의 저장소로 사용되었다. 신전의 방들은 주로 큰 출입문을 통해 자연광을 받아 조명이 되었으며, 이 출입문에는 철제 울타리가 설치되어 있었다. 또한 일부 방에는 천장에 설치된 채광창을 통해 추가적인 자연광을 받은 것으로 보인다.

스타일로베이트 위에는 종종 나오스를 완전히 둘러싼 열의 열주가 서 있다. 각 신전은 두 가지 용어로 정의되며, 하나는 출입구 전면의 열주 수를 설명하고, 다른 하나는 열주의 배치를 정의한다.

#### 비례와 시각적 착시
고대 그리스 건축가들은 비례와 규칙에 대해 철학적인 접근을 했다. 건축의 수학적 요소에서 결정적인 요소는 최종적인 외관이었다. 건축가들은 원근법과 물체의 가장자리가 오목하게 보이는 시각적 착시, 그리고 하늘을 배경으로 볼 때와 그림자 벽에 인접하여 볼 때 기둥이 다르게 보이는 현상을 고려했다. 이러한 요소들 때문에 건축가들은 주요 건물의 선이 직선이 되지 않도록 평면을 조정했다.
특히 기둥의 옆 윤곽선이 눈에 띄게 조정되었는데, 기둥은 바닥에서 위쪽으로 갈수록 좁아진다.
기둥의 위쪽으로 갈수록 점점 좁아지지만, 이 좁아짐은 일정하지 않고 부드러운 곡선을 이루어 기둥이 중간 아래쪽에서 약간 부풀어 보이도록 한다. 이 부풀어 오름을 '엔타시스'라고 하며, 기둥의 상단이 바닥보다 더 넓어지지 않도록 기둥의 직경이 점진적으로 감소하게 설계되어 있다.
파르테논은 아테네의 아크로폴리스에 위치한 아테나 신전으로, 고대 그리스 건축의 정점으로 불린다. 헬렌 가드너가 지적하듯 건물에는 거의 직선이 없다. 배니스터 플레처는 스타일로베이트가 위쪽으로 굽어 있으며, 양 끝의 중심이 외부 모서리보다 약 65 밀리미터 (2.6 인치) 정도 높고, 긴 측면에서는 약 110 mm (4.3 in) 정도 높다고 계산했다. 건축물의 상부 장식에도 약간 더 큰 조정이 이루어졌다. 건물 끝에 위치한 기둥은 수직이 아니라 중앙을 향해 기울어져 있으며, 모서리에 있는 기둥은 약 65 mm (2.6 in) 정도 기울어져 있다. 이 외부 기둥들은 이웃 기둥보다 약

## 주범 양식
가장 형식적인 유형의 고대 그리스 건축, 특히 신전과 다른 공공 건물들은 스타일적으로 세 가지 고전 양식으로 구분된다. 이는 로마의 건축 저술가 비트루비우스가 처음 설명했다. 이 세 가지는 도리스 양식, 이오니아 양식, 코린토스 양식이며, 이 이름들은 그리스 세계 내에서의 지역적 기원을 반영한다. 이 세 양식은 주로 기둥 머리로 가장 쉽게 구별할 수 있지만, 기둥, 엔타블러처, 박공, 스타일로베이트의 형태, 비율, 세부 사항 및 관계도 규정했다. 이 다양한 양식들은 모든 종류의 건물과 기념물에 적용되었다.
도리스 양식은 그리스 본토에서 발전하여 '마그나 그라이키아'로 퍼졌다. 기원전 600년경 올림피아의 헤라 신전이 건설될 무렵에는 이미 그 특징이 확고히 확립되고 잘 정의되어 있었다. 이오니아 양식은 도리스 양식과 공존했으며, 소아시아와 에게 해 제도의 이오니아 그리스 도시에서 선호되었다. 이오니아 양식은 기원전 5세기 중반까지 명확하게 정의된 형태에 이르지 못했다. 소아시아의 초기 이오니아 신전들은 에페소스의 아르테미스 신전처럼 특히 규모가 매우 컸다. 코린토스 양식은 헬레니즘 시대까지 발전하지 않은 매우 장식적인 변형이었으며, 이오니아 양식의 많은 특징을 유지했다. 이 양식은 로마인들에 의해 대중화되었다.

### 도리스 양식
도리스 양식은 특징적인 기둥머리(주두)로 구분할 수 있다. 기둥머리의 '에키누스'는 기둥 꼭대기에서 시작해 사각형 '아바쿠스'까지 이어지는 둥근 쿠션 모양을 하고 있으며, 그 위에 인방석이 놓인다. 초기에는 에키누스가 납작하고 넓적했지만, 시간이 지나면서 더 깊고 곡선이 강해졌다. 헬레니즘 시대에 이르러서는 더 작아지고 옆면이 직선적으로 변했다. 도리스 기둥의 독특한 특징 중 하나는 엔타시스로, 기둥 윤곽이 미세하게 볼록하게 부풀어 오른 것이다. 이는 기둥이 오목해 보이는 착시를 막아준다. 이러한 특징은 초기 작품에서 더 뚜렷하게 나타난다.
도리스 기둥에는 대부분 세로 홈이 파여 있다. 홈은 기둥 전체를 따라 나 있으며 보통 20개지만, 때로는 그보다 적을 수도 있다. 이 홈들이 만나는 날카로운 모서리를 '아리스'라고 부른다. 기둥 꼭대기, 가장 좁은 부분 바로 아래에는 이 아리스를 가로지르는 세 개의 가로 홈이 있는데, 이를 '히포트라켈리온'이라고 한다. 도리스 기둥은 대부분 기둥 받침이 없으나, 헬레니즘 시대에 와서 몇몇 예외가 있었다.
시칠리아 시라쿠사의 아폴로 신전 같은 초기 도리스 신전의 기둥은 높이와 밑면 지름의 비율이 4:1에 불과했고, 기둥 높이와 엔타블러처의 비율은 2:1이었으며, 세부 장식도 꽤 투박했다. 이후 기둥 높이와 지름의 비율이 6:1로 늘어나는 것이 일반적이 되었고, 파르테논 신전에서는 기둥 높이와 엔타블러처의 비율이 약 3:1이 되었다. 헬레니즘 시대에 이르러 도리스 양식 특유의 견고함과 남성적인 특징은 사라졌고, 가늘고 홈이 없는 기둥의 높이와 지름 비율이 7.5:1까지 늘어났다.
도리스 양식의 엔타블러처는 아키트레이브, 프리즈, 코니스 세 부분으로 구성된다. 아키트레이브는 기둥 사이를 잇는 석재 인방으로, 각 아바쿠스 중앙 위에서 이음새가 생긴다. 그 위에 프리즈가 놓이는데, 이는 주요 조각 장식 구역 중 하나다. 프리즈는 '트리글리프'와 '메토프'로 나뉘며, 이 글의 다른 부분에서 언급했듯이 트리글리프는 이 건축 양식의 목조 기원을 상기시킨다. 각 트리글리프에는 기둥의 홈과 비슷한 세 개의 세로 홈이 있고, 그 아래에는 마치 연결된 듯한 '구태'가 있어 트리글리프를 아래의 아키트레이브와 연결하는 것처럼 보인다. 트리글리프는 각 기둥머리 중앙과 각 인방 중앙 위에 위치한다. 하지만 건물 모서리에서는 트리글리프가 기둥 중앙 위에 오지 않는다. 고대 건축가들은 이런 겉보기의 '규칙'에 실용적으로 접근해, 건물 양쪽 끝의 마지막 두 메토프의 너비를 간단히 늘렸다.
코니스는 복잡한 몰딩으로 이루어진 좁고 돌출된 띠로, 장식된 프리즈를 덮어 보호한다. 이는 목조 지붕의 처마와 비슷하다. 아랫면에는 '뮤튤'이라 불리는 돌출 블록으로 장식되어 있어 목조 원형의 특성을 더욱 강조한다. 건물 양쪽 끝에서는 박공이 코니스에서 솟아오르며, 비슷한 형태의 몰딩으로 테두리가 만들어진다.
박공은 초기에는 부조 형태의 조각으로 장식되었지만, 파르테논 조각에 이르러서는 거의 독립적인 조각에 가까워졌다. 초기 건축 조각가들은 좁아지는 삼각형 공간에 만족스러운 조각 구성을 만드는 데 어려움을 겪었다. 초기 고전 시대에 이르러 올림피아의 제우스 신전 (기원전 486-460년) 장식에서는 이 문제를 해결했다. 중앙의 서 있는 인물을 중심으로 뒷다리로 선 켄타우로스들과 싸우는 사람들이 배치되어, 각 부분의 크기와 각도에 맞춰 쓰러지거나, 무릎 꿇거나, 누운 자세를 취하고 있다. 유명한 조각가 페이디아스는 파르테논 (기원전 448-432년)의 공간을 신들의 복잡한 구성으로 채웠는데, 이들은 옷을 입거나 벗은 채로 숭고한 휴식과 우아함을 보여주는 자세를 취하고 있다.

### 이오니아 양식
이오니아 양식은 볼루트가 있는 기둥머리로 구별된다. 이 기둥머리에는 도리스 양식과 비슷한 형태의 곡선형 '에키누스'가 있지만, 양식화된 장식으로 꾸며져 있다. 그 위에는 수평 띠가 있어 양쪽으로 말려 내려가 노틸루스 조개 껍데기나 숫양의 뿔과 비슷한 나선 모양 또는 '볼루트'를 형성한다. 평면도상에서 기둥머리는 직사각형 모양이다. 정면에서 보도록 설계되었지만, 건물 모서리의 기둥머리는 추가 나선이 있어 인접한 두 면에서 균형 잡힌 모습을 보인다. 헬레니즘 시대에 이르러서는 네 면이 모두 정면인 이오니아 기둥머리가 흔해졌다.
이오니아 양식은 도리스 양식과 마찬가지로 목조 건축에서 유래한 흔적을 보인다. 기둥 위에 평평한 목재판을 가로로 펼치는 것은 목조 건축에서 흔한 방식이다. 이는 가는 기둥에 인방을 받치는 더 넓은 면적을 제공하고, 동시에 인방 자체의 하중 지지력을 강화한다. 마찬가지로 기둥에는 항상 받침이 있는데, 이는 목조 건축에서 하중을 분산시키고 비교적 가는 기둥의 밑부분을 보호하기 위한 필수 요소다.
기둥에는 좁고 얕은 홈이 파여 있는데, 이 홈들은 날카로운 모서리에서 만나지 않고 그 사이에 평평한 띠 또는 '필렛'이 있다. 보통 24개의 홈이 있지만 44개까지 있을 수 있다. 기둥 받침에는 '토러스'라 불리는 두 개의 볼록한 몰딩이 있고, 후기 헬레니즘 시대부터는 '아바쿠스'와 비슷한 정사각형 밑판 위에 놓였다.
이오니아 양식의 아키트레이브는 때로 장식이 없지만, 더 자주 겹쳐진 목재판처럼 바깥으로 단계적으로 돌출된 세 개의 띠로 이루어진다. 연속된 띠로 이어지는 프리즈는 작은 돌출 블록들의 열로 다른 부재들과 구분된다. 이를 덴틸이라고 하는데, "이빨"이란 뜻이지만 그 기원은 분명히 목조 구조물의 지붕을 받치던 좁은 나무 널빤지에서 찾을 수 있다.
이오니아 양식은 전체적으로 도리스 양식보다 가벼워 보인다. 기둥은 받침과 기둥머리를 포함해 지름의 9배 높이이며, 전체 엔타블러처도 도리스 양식보다 훨씬 좁고 가볍다. 장식의 분포에는 약간의 변화가 있었다. 달걀과 화살이라고 알려진 교대 형태와 같은 정형화된 무늬 띠는 덴틸 띠와 함께 이오니아 엔타블러처의 특징이었다. 외부 프리즈에는 종종 연속된 형상 조각이나 장식 띠가 있었지만, 항상 그런 것은 아니었다. 때로는 건물 외부가 아닌 '나오스'의 상부 주변에 장식적인 프리즈가 있었다. 이러한 이오니아식 프리즈는 파르테논과 같은 도리스 양식 건물에서도 발견된다. 에페소스의 아르테미스 신전처럼 각 기둥의 아래쪽 원통부 주위에 인물 프리즈가 있고, 이를 굵은 몰딩으로 홈 파인 부분과 구분한 신전들도 있다.
주름진 옷을 입은 여성상인 카리아티드(여상주)는 엔타블러처를 받치는 지지대로 사용되었는데, 이는 이오니아 양식의 특징으로, 기원전 525년경의 델포이의 시프노스 보물고와 기원전 410년경의 에레크테이온 등 여러 건물에서 나타난다.

### 코린토스 양식
코린토스 양식은 목조 건축에서 비롯되지 않았다. 기원전 5세기 중반에 이오니아 양식에서 직접 발전했으며, 초기에는 스타일과 비율이 거의 같았지만 더 화려한 기둥머리가 특징이었다. 기둥머리는 도리스나 이오니아 양식보다 훨씬 깊었는데, 큰 '크라테르'(종 모양의 혼합 그릇) 형태로, 이중으로 배열된 아칸서스 잎으로 장식되었다. 그 위로 덩굴 모양의 소용돌이가 올라가 아바쿠스의 모서리를 받쳤다. 아바쿠스는 완벽한 정사각형이 아니라 위로 퍼지는 형태였다. 비트루비우스에 따르면, 이 기둥머리는 코린토스의 청동 주조공 칼리마코스가 발명했다고 한다. 그는 무덤 위에 놓인 공물 바구니에서 영감을 받았는데, 이 바구니 위에는 물건을 보호하는 평평한 타일이 있었고, 바구니는 주변에 자란 아칸서스 식물의 뿌리 위에 놓여 있었다. 기둥 높이와 지름의 비율은 보통 10:1이며, 기둥머리가 전체 높이의 1/10 이상을 차지한다. 기둥머리 높이와 지름의 비율은 대체로 1.16:1 정도다.
코린토스 양식은 처음에는 바사이의 아폴로 에피쿠리오스 신전과 같이 실내에서 사용되었다(기원전 450-425년경). 기원전 334년에 아테네의 리시크라테스 기념비에서 외부 특징으로 처음 나타났고, 이후 아테네의 제우스 올림피오스 신전(기원전 174년-서기 132년)에서 대규모로 사용되었다. 로마인들이 이 양식을 널리 퍼뜨렸고, 여러 가지 세련된 요소와 장식적 세부사항을 추가했다. 헬레니즘 시대에는 때때로 홈이 없는 코린토스 기둥이 만들어지기도 했다.

### 장식

#### 건축 장식
초기의 목조 구조물, 특히 신전은 구워서 채색된 테라코타 판으로 장식되었다. 이 판들은 직사각형 패널과 장식용 원반 형태로 만들어졌다. 테라코타 판은 건물을 장식하는 동시에 부분적으로 보호하는 역할도 했다. 이러한 많은 조각들이 그들이 장식했던 건물보다 오래 남아 있으며, 기하학적 스크롤, 겹치는 패턴 및 잎 모티프의 정형화된 테두리 디자인의 풍부함을 보여준다. 석조 신전이 도입되면서, 이러한 판은 더 이상 보호 목적으로 사용되지 않고 조각 장식이 더 흔해졌다.
점토 장식물은 건물의 지붕으로 한정되었으며, 처마 끝, 모서리 및 박공 위를 장식했다. 박공의 모서리에서는 아크로테리온이라고 불렸고, 건물의 측면을 따라서는 안테픽스라고 불렸다. 초기 장식 요소는 일반적으로 반원형이었으나, 나중에는 대략 삼각형 모양으로 바뀌었으며 종종 야자무늬가 새겨져 있었다. 이오니아식 처마 끝에는 종종 입을 벌린 사자의 머리 모양으로 된 빗물 배출구가 달려 있었다. 후기 고전기에는 아크로테리온이 때때로 조각된 인물상이 되기도 했다.
고대 그리스 건축에서 단순한 반원형 아스트라갈, 양식화된 잎 모양의 프리즈 또는 박공의 화려한 조각이든, 모든 조각 장식은 건축의 필수적인 부분이다. 도리스 양식에서는 배치에 변화가 없다. 부조는 벽에 임의로 장식되지 않는다. 조각은 항상 도리아식 건축의 메토프와 박공 같은 특정 영역에 체계적으로 배치된다. 후기 이오니아식 건축에서는 특히 출입구 주변에서 몰딩과 장식의 종류와 수가 다양해지며, 에렉테이온처럼 브래킷이 나타나 출입구 위의 장식용 처마를 지지하기도 했다. 자주 사용되는 좁은 몰딩은 구슬과 홈이라고 하며, 대칭적으로 회전된 목재 원형에서 유래했다. 넓은 몰딩에는 홈이 파여 있고 때로는 끝이 위로 향한 혀 모양 또는 뾰족한 잎 모양을 가진 것과, 타원형과 뾰족한 모양이 교차하는 달걀과 화살 몰딩이 포함된다.

#### 건축 조각

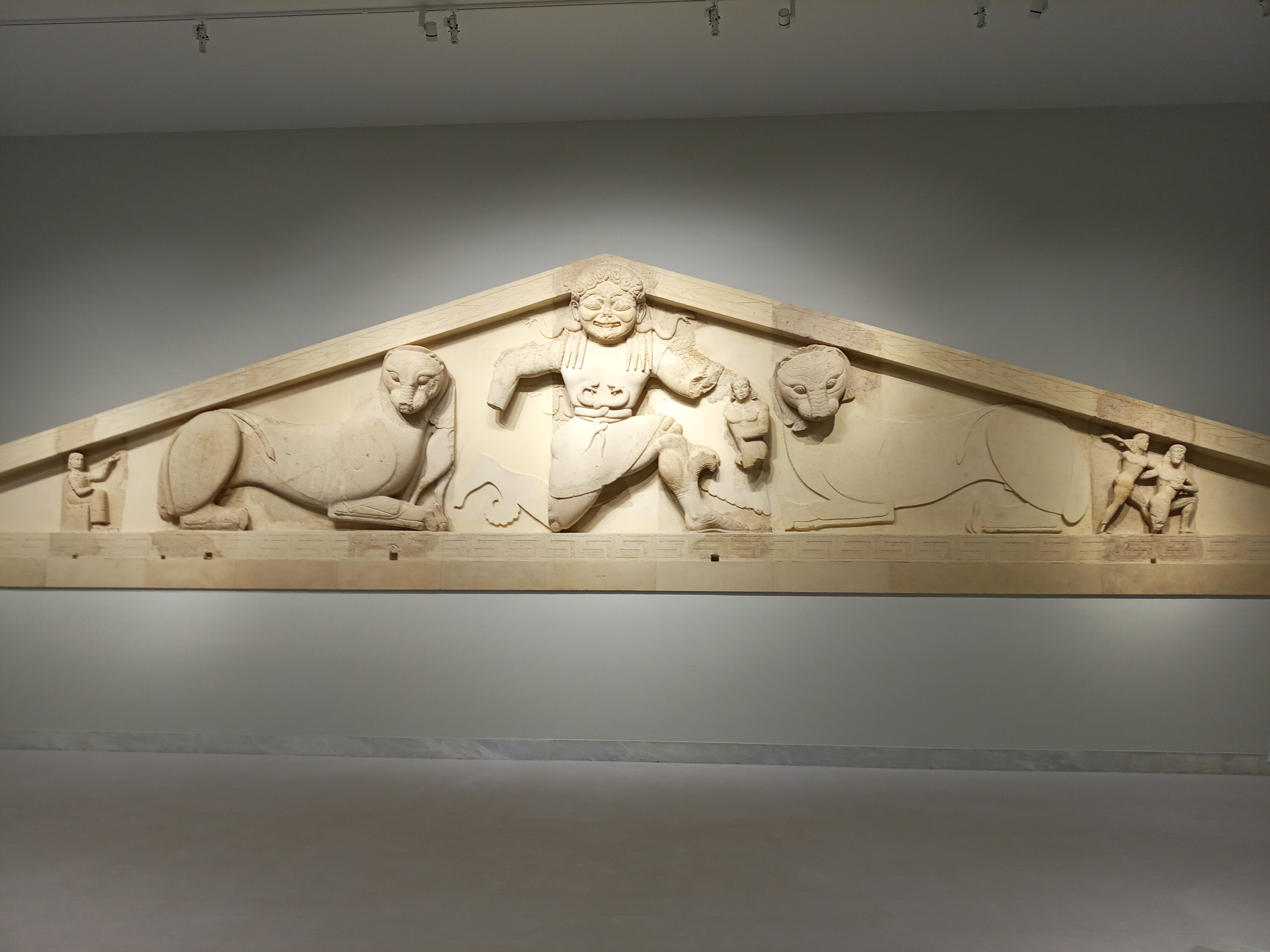
서쪽 박공의 고졸기 고르곤 조각, 케르키라의 아르테미스 신전, 케르키라 고고학 박물관.

건축 조각은 초기 고졸기부터 엄격 고전기, 최고 고전기, 후기 고전기, 헬레니즘 시기에 걸쳐 발전했다. 고졸기의 건축 조각(기원전 700–500년)은 기원전 6세기 초부터 남아 있으며, 케르키라의 아르테미스 신전 박공 중앙에서 발견된 고르곤과 그 양쪽에 배치된 전설의 판테라 조각들이 그 예이다. 시칠리아 셀리누스의 C 신전의 메토프는 페르세우스가 고르곤 메두사를 처치하는 장면을 잘 보존한 상태로 보여준다. 이 두 이미지는 기원전 600년경 '네소스 화가'가 장식한 검은색 인물 그림에서 나타난 고르곤의 양식화된 묘사와 유사하며, 얼굴과 어깨는 정면을 향하고 다리는 달리거나 무릎을 꿇은 자세로 표현되어 있다. 이 시기에는 인간의 형상보다 무서운 괴물의 이미지가 더 두드러지며, 이는 인본주의 철학의 발전과 대조된다.
초기 박공 조각과 작은 신전의 조각들은 일반적으로 부조 형태였으며, 후기의 독립적인 조각들은 종종 테라코타로 만들어졌고, 대부분 조각의 일부만이 남아 있다. 조각은 스투코로 덮여 채색되었으며, 테라코타 조각의 경우, 그리스 도자기의 더 절제된 구운 색으로 채색되었다.
엄격 고전기 스타일(기원전 500–450년)은 올림피아의 제우스 신전(기원전 470–456년)의 박공 조각으로 대표된다. 동쪽 박공은 전차 경주 시작 전의 정적과 "임박한 드라마"를 보여주며, 제우스와 경쟁자들은 엄격하고 이상화된 인간 형상의 표현으로 그려져 있다. 서쪽 박공에는 아폴론이 중앙 인물로서 위엄 있고, 멀리 떨어진 모습으로 라피타이와 켄타우로스 간의 전투를 주재하는 장면이 있다. 이는 동쪽 박공의 폭력적인 행동 묘사와 강한 대비를 이루며, 도널드 E. 스트롱은 이를 "백 년 동안 가장 강력한 일러스트레이션"이라고 묘사했다.

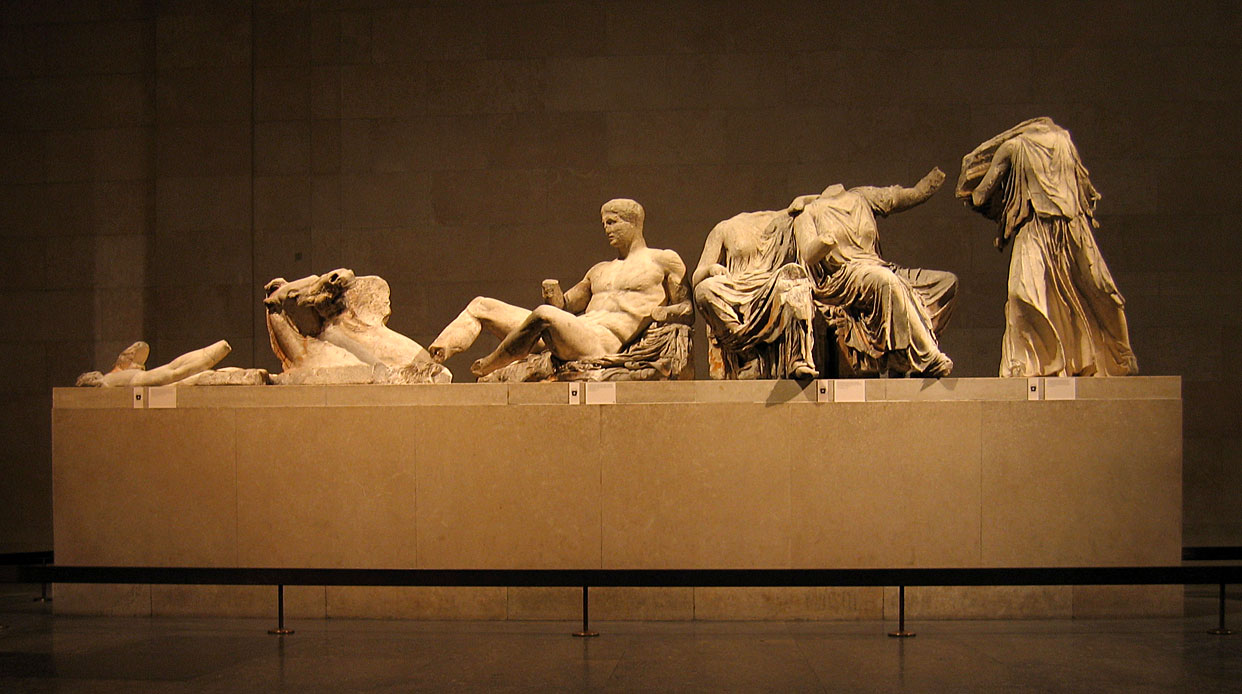
파르테논 동쪽 박공의 고전적 인물 조각, 브리티시 뮤지엄.

파르테논의 프리즈와 박공을 장식한 부조 및 3차원 조각은 전성기 고전기 스타일(기원전 450–400년)의 생동감 있는 작품으로, 조각가 페이디아스의 지휘 하에 제작되었다. 박공 조각은 올림포스의 신들을 묘사하며, 프리즈는 아테네 여신을 기리기 위해 매 4년마다 열리는 판아테나이아 제례와 의식 장면을 보여준다. 프리즈와 동쪽 박공의 남아 있는 인물들은 인체에 대한 깊은 이해를 보여주며, 인체의 위치와 운동, 감정이 미치는 영향을 어떻게 표현했는지 드러낸다. 벤자민 로버트 헤이돈은 디오니소스의 비스듬히 누운 모습을 "가장 영웅적인 예술 스타일과 실제 생명의 모든 필수 세부 사항을 결합한 것"이라고 설명했다.
후기 고전기(기원전 400–323년)의 유명 조각가들로는 티모테오스, 프락시텔레스, 레오카레스, 스코파스 등이 있으며, 이들의 작품은 주로 로마 시대의 복제품을 통해 알려져 있다. 이 시기의 완전한 건축 조각은 거의 남아 있지 않다. 에피다우로스의 아스크레피오스 신전에는 티모테오스가 건축가 테오도토스와 함께 작업한 조각이 있다. 동쪽 박공의 일부 조각이 남아 있으며, 트로이아의 함락 장면을 보여준다. 이 장면은 이전의 올림피아 제우스 신전 동쪽 박공처럼 공간을 채우기 위해 세심하게 배열된 인물들로 구성되어 있다. 하지만 인물들은 더 격렬한 행동을 하고 있으며, 중앙 공간은 권위 있는 신이 아니라 네오프톨레모스가 노쇠한 왕 프리아모스를 붙잡아 찌르는 역동적인 인물로 채워져 있다. 나머지 조각들은 두려움, 공포, 잔혹함, 정복에 대한 갈망 등 다양한 인간 감정을 전달하는 인상을 준다. 아크로테리아는 티모테오스가 조각했으나, 동쪽 박공의 중앙 부분은 건축가가 작업했다. 팜메이트 아크로테리아는 작은 인물들로 대체되었으며, 동쪽 박공 위에는 바람을 가로막고 있는 날개 달린 니케가 놓여 있다.
헬레니즘 시대의 건축 조각(기원전 323–31년)은 표현과 동작을 과장하여 더 화려해졌으며, 의복의 흐름과 주름을 세밀하게 묘사한 드레이퍼리가 종종 강조되었다. 잘 알려진 예로는 배 모양의 기념비를 장식한 사모트라케의 니케가 있다. 페르가몬 제단 (기원전 180–160년경)은 길이 120미터, 높이 2.3미터의 매우 높은 부조를 갖추고 있다. 이 부조는 신들과 타이탄들 간의 지배권을 위한 전투를 묘사하며, 광란, 비애, 승리 등의 극적인 장치를 사용하여 갈등의 감각을 전달한다.

## 건축의 유형

### 스타디온
그리스의 스타디온(徒步競技場)은 극장과 마찬가지로 언덕 혹은 골짜기의 경사면에 설치되었다.
이것은 자연의 경사지를 관람석으로 이용하기 위해서다. 형태는 가늘고 길다.
그래서 끝이 둥글게 되어 있는 경우와 직각으로 되어 있는 경우가 있다.
때로는 출발선과 결승선이 남아서, 그것을 통해 트랙의 정확한 길이도 알 수 있다. 트랙은 600피트에서 700피트(182.88m∼213.36m)이다.
그리스의 가장 오래된 스타디온은 올림피아에 있는 것이다. 그 유적이 후대(전 5세기 및 전 4세기)의 건조물 아래에서 발견되었다.
이곳의 트랙은 정확히 1스타디온, 즉 고대 그리스의 길이 단위로 600피트(182·88m)의 길이를 가지며, 경기장이 그 때문에 스타디온이라고 불린 것이다.
트랙은 직선 코스이며 선수는 이 트랙을 왕복했다.
출발선과 결승선에는 두 줄기의 나란한 홈을 판 부석(敷石)이 사용되었다.
최초는 세 측면에만 제방이 있으며 스타디온과 신역(神域) 사이에는 구분이 없었다.
스타디온을 제우스의 제단 및 신전에서 분리시키는 서쪽의 제방이 쌓여진 때는 기원전 4세기 중엽 이후이다.

### 짐네지움과 팔라이스트라
생활의 중요한 특색의 일면을 보여 주는 것 중에 짐네지움, 즉 운동경기 연습을 하는 체육관이 있다.
헬레니즘 시대가 되면, 짐네지움은 한결같이 달리기·멀리뛰기·창던지기·원반던지기과 같은 옥외 운동을 위한 노천 체육장을 뜻하게 되었다.
델포이에서 발견된 체육관 유적은 기원전 4세기의 것으로 특히 훌륭한 예이다.
델포이 체육관 유적은 산의 경사면을 깎아 펼친 2단의 대지 위에 세워졌다.
상단의 대지에는 쿠시스토스(주랑 트랙) 및 거기에 평행하는 파라드로미스(노천 트랙)가 있다.
하단의 대지에는 르토론(굴입식 원형목욕실)을 포함한 체육시설이 있었다.
장소를 그리 필요로 하지 않는 권투나 반크라티온 싸움은 팔라이스트라라 불리는 부분적으로 에워싸인 건물에서 연습을 했다.
올림피아의 필라이스트라는 41m2 운동장을 도리스식 주랑(柱廊＝colonnade)으로 둘러싸고, 주랑의 바깥쪽으로 크고 작은 갖가지의 방이 운동장을 중심으로 둘려 있다.
옥내 운동, 옷 갈아입는 방, 목욕실, 강화(講話)와 그 밖의 것을 위한 방들이다.
비슷하거나 혹은 더 세련된 구조의 팔라이스트라가 델로스, 포리에네, 에피다우로스, 페르가몬 등지에서 발견되어 있다.

### 스토아
스토아는 그리스인들이 좋아한 건축물 중 하나이다.
이것은 바깥쪽으로 열주(列柱)를 가진 회랑(回廊)식의 단순한 건물이다.
스토아는 사람들에게 비를 피하게 하고 햇빛을 가리어 주는 장소로 제공된 데서, 사람들이 모이는 곳은 어디나 이 건물이 필요했다.
따라서 신역(神域)에도 광장(아고라)에도 세워졌다.
뛰어난 스토아의 유적은 사모스섬의 헤라의 신역에 잔존한다. 기원전 5세기∼4세기에 속하는 그 유적이 여러 개 현존한다.
아테네의 아고라에 있었던 제우스의 스토아는 요자형(凹字形) 이랑형식(二廊形式)의 것이다.
아테네의 스토아 포이키레는, 폴리그노토스와 미콘이 그린 벽화로 유명해졌다.

### 불레우테리온과 프리타네이온
불레우테리온은 특수한 목적을 위한 회랑 중 하나로, 그리스 도시의 대의원의 회의장으로 쓰였다.
특히 훌륭한 예는 올림피아의 불레우테리온이다.
경기자들이 여기에서 경기의 규정에 따를 것을 선서했다고 전해지는데, 이 건물의 여러 부분의 사용 목적은 확실하지 않다.
그 최종의 형태에 있어서는 두 채의 거의 같은 좌우의 날개와 작은 가운뎃방으로 이루어져 있다.
그런데 이 세개의 부분은 별개의 건물이며, 건조 연대도 제각기 다른 것으로 보인다.
북쪽 집채는 기원전 6세기, 남쪽 집채는 기원전 5세기로 여겨지며, 중앙의 건물은 경우에 따라서는 헬레니즘 시대의 것으로 추정된다.
양쪽 집채는 각각 장방형의 방으로 이루어졌다. 동으로 출입구를 내고, 서쪽 끝은 반원형의 튀어나온 방을 만들고 중앙의 건물은 정방형으로, 아마도 이와 같은 연대에 세워진 이오니아식의 주랑(柱廊)이 3채의 건물 전체의 전면에 잇달아 늘어져 있었다.
프리타네이온은 행정기관의 본부이다.
행정 사무에 종사하는 관리들의 집회 장소였을 뿐만 아니라, 관리나 공적인 방문객들이 식사를 하기도 하고 숙박도 했다.
프리에네의 경우, 보통 개인 주택의 건축 형태를 가지고 있었다.

### 텔레스테리온과 테르실리온
지붕이 있는 건물로서 거의 극장과 흡사한 형식을 취한 흥미있는 건축이 있다.
가장 오래된 것은 페이시스트라토스 시대의 끝무렵, 즉 기원전 6세기 후반에 속하는 엘레우시스의 텔레스테리온, 즉 밀의(密儀)를 하는 집의 제2차 설계이다.
엘레우시스의 밀의는 원래 데메테르와 그의 딸 페르세포네에게 드리는 농업적 제사였다.
그러나 그것이 후에 디오니소스나 오르페우스에 결합되어 밀교적(密敎的) 의식이 된 것이다.
이 밀의가 텔레스테리온에서 행해졌다.
텔레스테리온은 한 지붕 아래에 많은 참석자를 비호하기 위하여 설계된 아마 최초의 건물일 것이다.
집회를 위해 만든 건조물로서 규모가 더욱 큰 예는 기원전 4세기의 전반 메갈로폴리스에 축조된 테르실리온이다.
이것은 페리클레스의 오데이온과 같이 극장에 인접해 있었다.
이 회당은 장방형이지만 폭이 정면에서의 깊이의 길이보다 넓다.
테르실리온은 본래 부족연합회의의 장소로 세워진 것이지만 오데이온으로도 사용된 듯하다.
대집회를 위하여 만든 이런 종류의 건축은 헬레니즘 시대의 공통적 형태였다.
여기서 프리에네의 에크클레시아 스테이온 및 밀레투스의 불레우테리온을 들면 충분할 것이다. 전자는 민회의 회의장으로 기원전 200년경 건축되었고, 후자는 그보다 약 30년 후에 세워졌다.
둘 다 극장과의 구성상의 유사점이, 전기(前期)의 지붕을 갖는 어떤 건축의 경우보다도 한층 뚜렷하다.

## 같이 보기
- 고대 그리스 미술
- 비잔틴 건축
- 그리스 문화